# Marmeleiro (Paraná)
Marmeleiro es un municipio brasileño del estado de Paraná. Su población estimada en 2008 era de 13.493 habitantes.
Posee un área de 388,86 km².

## Historia
La colonización de esa región fue llevada a cabo por Arthur Lemos del Departamento de Tierras de Paraná. En la década de 1940, una empresa de Carazinho, en Rio Grande do Sul, adquirió un gran área de tierras. La empresa también proveía madera para construir las casas y cedía los terrenos, con la condición de que los colonos morasem allí.
Marmeleiro fue separado de Clevelândia, Francisco Beltrão y Pato Branco, fue elevado a la categoría de municipio el 25 de julio de 1960, por la Ley nº 4.245.